# Koszykarze
Koszykarze (fr. Baskup – Tony Parker, 2011–2014) – francuski serial animowany, który swoją premierę w Polsce miał 25 lutego 2012 roku na kanale teleTOON+.
Seria została stworzona przez studio Télé images Production, odpowiedzialne między innymi za Sally Bollywood.

## Fabuła
Serial opowiada o drużynie koszykarskiej, którą tworzą Rudy, Stella, Mike, Mia oraz Leo a trenerem jest Tony Parker. Ich marzeniem jest zagrać w finale w San Antonio.

## Główni bohaterowie
- Tony Parker – trener Super piątki na czas turnieju. Kapitan zespołu San Antonio Spurs.
- Rudy Targui – kapitan super piątki, wirtuoz koszykówki. Przez Tony’ego uważany jest za najlepszego zawodnika zespołu. Czasem zapomina o grze zespołowej i uparcie stara się indywidualnie zdobywać punkty w trakcie meczu, przez co marnuje dobre akcje.
- Mia Rodriguez – utalentowana i kreatywna zawodniczka, jej styl gry to połączenie koszykówki i hip-hopu. Uwielbia czytać czasopisma o celebrytach. Interesuje się gwiazdami Hollywood i hip-hopem. Często zakochuje się w gwiazdach Hollywood, a także w niektórych zawodnikach z innych zespołów z turnieju.
- Mickael „Mike” Nguyen – Największy i najsilniejszy gracz zespołu. Poza boiskiem, jest nieśmiałym i nieco niezdarnym chłopakiem. Jest najlepszym kolegą Leo.
- Leo Jugelmann – Najmłodszy i najmniejszy zawodnik ekipy.Niewielką siłę oraz mały wzrost na boisku nadrabia szybkością i zwinnością. Jest niezbyt dojrzały, nadpobudliwy, czasami też lekkomyślny, przez co czasami sprowadza na siebie oraz ekipę niepotrzebne kłopoty. Jest młodszym bratem Stelli oraz najlepszym kolegą Mike’a.
- Stella Jugelmann – Starsza siostra Leo. Jak na swój wiek, jest niezwykle inteligentna oraz dojrzała. Określana mianem „mózgu” ekipy. Jest bardzo dobra z matematyki, fizyki oraz innych dziedzin ścisłych. Tę wiedzę wykorzystuje w ustalaniu taktyki, analizując statystyki przeciwników, ich mocne oraz słabe strony – jednak czasami jej teorie są kompletnie niezrozumiałe dla innych członków ekipy.

## Drużyny i ich gracze
- Super Piątka (ang. High 5) - Skład zespołu: Rudy, Stella, Mike, Mia, Leo.
- Gady (ang. Reptiles) - Skład zespołu: Mamba, Pyton, Gator, Frog, Toad.
- Geeki (ang. Geek Squad) - Skład zespołu: Król Eryk, Bob hetman, Jan konik, Tim wieża, Terry goniec.
- Majowie (ang. Mayas) - Skład Zespołu: Ketza, Itzel, Pakal, Tikal, Halac.
- Buldożery (ang. Bulldozers)
- Kowboje (ang. Cowboys) - Skład zespołu: Wyatt, Doc, Virgil, Morgan, Calamity Jane.
- Farmerzy
- Gwiazdy filmów (ang. Movie stars) - Skład zespołu: Kevin McNamara, Ludmilla, Steven, Manson, Jena.
- Voodoo - Skład zespołu: Double Face, Queen, Moussette, Domino, Wombat.
- Magicy (ang.Magicians) - Skład zespołu: Will, Fritz, Troy, Kit, Kat.
- Veneci (ang.Venet band ) - Skład zespołu: Penny, Jenny, Lenny, Kenny, Anny.
- Alaskanie (ang.Alasking) - Skład zespołu: Yeti, Snowball, Kirsten, Christine, Krista.
- Tikidzi (ang.Tikids) - Skład zespołu: Makan, Kimo, Moana, Akamu, Noma,
- Pitbule (ang.Pitbulls ) - Skład zespołu: Jake, Dozzer, Shandra, Garcia, La Puce.
- Bollywod Masala - Skład zespołu: Sally, Kajol, Kumar, Om, Dowee.
- Czarny pirat (ang.Black Pirats) - Skład zespołu: Lucky Foxx, Lucrecia, Kush, Sukh, High Tech.
- Luczadores (ang.Luchadores) - Skład zespołu: Król, Tatu, El Juez, Luna, Sol.
- Anubis - Skład zespołu: Ousir, Najat, Anepou, Baba, Teo
- Pow Wow - Skład zespołu: Bobby, Flower, Marso, Christa, Tala.
- Kosmici - Skład zespołu: Jurij, Sputnik, Lajka, Igor, Siergiej.
- Shaolin - Skład zespołu: Jade, Ochen, Zhou, Lee, Rock.
- Amazonki - Skład zespołu: Myrina, Antiope, Melanipe, Lyssipe, Marpessa.
- Santa - Skład zespołu: Rudolph, Doll, Teddy, Dingle & Dangle.
- Reggae King - Skład zespołu: Natty, Abeba, Samru, Wenuante, Mimi.
- Dubaj - Skład zespołu: Rahm, Rahd, Katrina, Madżid, Adam.

## Wersja polska
Opracowanie i udźwiękowienie wersji polskiej: na zlecenie teleTOON+ – Studio Sonica

Reżyseria: Jerzy Dominik

Dialogi polskie: Anna Zamęcka

Dźwięk i montaż: Maciej Sapiński

Organizacja produkcji:
- Agnieszka Kudelska (odc. 1-7, 18-26),
- Dorota Furtak (odc. 8-17, 27-52)

Wystąpili:
- Grzegorz Drojewski – Rudy
- Beata Wyrąbkiewicz – Mia
- Franciszek Dziduch – Leo
- Paweł Ciołkosz – Tony Parker (odc. 1-26)
- Karol Wróblewski – Tony Parker (odc. 27-52)
- Krystyna Kozanecka – Stella (odc. 1-26)
- Zuzanna Galia – Stella (odc. 27-52)
- Jerzy Dominik – Mike

oraz:
- Mieczysław Morański –
  - Mistrz Za (odc. 27, 35),
  - Anubis (odc. 33),
  - Slim (odc. 36, 40, 48, 51-52),
  - Mumia (odc. 39),
  - Zabini (odc. 42),
  - Patryk (odc. 43)
- Julia Kołakowska –
  - Jade (odc. 27, 35),
  - Kajol (odc. 29-30),
  - Mały (odc. 33),
  - Melanipe (odc. 34, 42, 47),
  - Mała (odc. 37),
  - Flower (odc. 38),
  - Mimi (odc. 44-45)
- Tomasz Błasiak –
  - Ochen (odc. 27, 35),
  - Brutal (odc. 31),
  - sprzedawca na stacji benzynowej (odc. 32),
  - Sukh (odc. 36, 40-42, 45, 48, 52),
  - Winston (odc. 42),
  - Babac (odc. 42, 44-45),
  - szejk (odc. 49-50)
- Wojciech Słupiński –
  - Rock (odc. 27, 35, 41),
  - Igor (odc. 28, 40),
  - Teddy (odc. 37, 42, 46),
  - Morgan (odc. 43),
  - Wendete (odc. 44-45)
- Jan Rotowski –
  - Lee (odc. 27, 35),
  - Doowee (odc. 29-30, 41),
  - Anepou (odc. 30, 33, 39, 41),
  - Dingel i Dangel (odc. 37, 42, 46),
  - Tim wieża (odc. 49, 51)
- Lidia Sadowa –
  - Briana (odc. 27),
  - Myrna (odc. 36),
  - Marso (odc. 38),
  - Lamia (odc. 47),
  - Wyrocznia (odc. 47)
- Bartłomiej Magdziarz –
  - Zhou (odc. 27, 35),
  - High Tech (odc. 36, 40-42, 45, 48),
  - policjant (odc. 46)
- Krzysztof Szczerbiński –
  - Siergiej (odc. 28, 40),
  - Sol (odc. 31-32),
  - Alioop (Wąsik) (odc. 34, 36, 41-42, 52),
  - Steve (odc. 51)
- Andrzej Chudy –
  - Borys Popow (odc. 28),
  - sędzia (odc. 30, 34, 39-40, 45, 52),
  - egipski handlarz (odc. 33),
  - Mistrz Wu (odc. 35),
  - ochroniarz (odc. 37),
  - rekruter (odc. 41),
  - Papa Yako (odc. 44),
  - strażnik (odc. 45),
  - profesor (odc. 46)
- Joanna Pach –
  - Lajka (odc. 28, 40-41, 43),
  - Christa (odc. 38),
  - Abeba (odc. 44-45)
- Karol Jankiewicz – Jurij (odc. 28)
- Jagoda Stach –
  - Sputnik (odc. 28, 40),
  - Antiope (odc. 34, 42, 47),
  - Najat (odc. 39),
  - Jane (odc. 43),
  - Pawian (odc. 44)
- Bartosz Wesołowski –
  - Ivan (odc. 28),
  - Jurij (odc. 40)
- Leszek Zduń –
  - Om (odc. 29-30),
  - Rudolf (odc. 37, 42, 46),
  - Wayatt (odc. 43),
  - Big Mo (odc. 50),
  - Murzyn (odc. 52)
- Grzegorz Pawlak –
  - pan Gagan – ojciec Sally (odc. 29-30, 41),
  - wódz Kono (odc. 38),
  - Brodacz (odc. 48)
- Rafał Fudalej –
  - Kumar (odc. 29-30, 41),
  - Natty (odc. 44-45),
  - Adam (odc. 49-50)
- Tomasz Bednarek –
  - Szaruk (odc. 29),
  - Król (odc. 31-32, 34, 39)
- Miłogost Reczek –
  - reżyser (odc. 29),
  - Garnero – ojciec Króla (odc. 31),
  - Xi, ojciec Ochena (odc. 35),
  - Klaus (odc. 37, 42, 46),
  - Kassim (odc. 40),
  - Robbie (odc. 42),
  - Karl (odc. 46)
- Aleksandra Radwan –
  - Sally (odc. 29-30),
  - Baba (odc. 33, 39),
  - Myrina (odc. 34, 42, 46-47),
  - Lala (odc. 37)
- Janusz Wituch –
  - El Juez (odc. 31-32, 39),
  - Kush (odc. 36, 40-42, 45, 48, 52),
  - Madżid (odc. 41, 49-50),
  - Big Ron (odc. 44-45)
- Beata Chruścińska –
  - Luna (odc. 31-32),
  - Marpessa (odc. 34)
- Łukasz Kaczmarek –
  - Tatu (odc. 31-32, 39, 41),
  - reporter (odc. 32),
  - Pongo (odc. 42),
  - laborant (odc. 49)
- Dorota Furtak –
  - Selena (odc. 32),
  - Lyssipe (odc. 34, 41-42, 47)
- Kajetan Lewandowski – Ousir (odc. 33, 39)
- Józef Pawłowski –
  - Teo (odc. 33, 39),
  - Lucky Foxx (odc. 36, 41, 45)
- Maciej Więckowski –
  - Bobby (odc. 38, 42),
  - Rahd (odc. 49-50)
- Anna Rusiecka – Lukrecja (odc. 40-41, 48, 52)
- Michał Barczak –
  - Samru (odc. 41, 44-45),
  - Virgil (odc. 43),
  - Rahid (odc. 49-50)
- Kinga Suchan – Katrina (odc. 49-50)
- Jan Aleksandrowicz
- Waldemar Barwiński
- Paweł Szczesny
- Jan Piotrowski
- Krzysztof Królak
- Maciej Falana
- Bartosz Martyna
- Agnieszka Kudelska
- Zbigniew Konopka
- Diana Karamon
- Sandra Stencel
- Sebastian Perdek
- Aleksandra Prykowska

Tekst piosenki: Marek Krejzler

Śpiewał: Aleksander Czyż
Lektor: Jerzy Dominik

## Spis odcinków
| Premiera odcinka | N/o | Polski tytuł                   | Francuski tytuł                |
| ---------------- | --- | ------------------------------ | ------------------------------ |
|                  |     |                                |                                |
| SERIA PIERWSZA   |     |                                |                                |
|                  |     |                                |                                |
| 25.02.2012       | 01  | Wielka przygoda                | Départ pour la grande aventure |
|                  |     |                                |                                |
| 25.02.2012       | 02  | Podstęp Venetów                | Le piège de Venice             |
|                  |     |                                |                                |
| 25.02.2012       | 03  | Ambitne bliźniaki              | Les jumeaux Samedi             |
|                  |     |                                |                                |
| 25.02.2012       | 04  | Uczniowie Darwina              | Les baskets de Darwin          |
|                  |     |                                |                                |
| 25.02.2012       | 05  | Niespodzianka w Orlando        | La surprise d’Orlando          |
|                  |     |                                |                                |
| 25.02.2012       | 06  | Wampiry z fabryki snów         | Les vampires de Sunset         |
|                  |     |                                |                                |
| 25.02.2012       | 07  | Pok ta pok                     | Pok ta pok                     |
|                  |     |                                |                                |
| 12.03.2012       | 08  | Zbudujesz boisko – będzie mecz | Si tu le construis…            |
|                  |     |                                |                                |
| 13.03.2012       | 09  | Przyszła mistrzyni             | Graine de championne           |
|                  |     |                                |                                |
| 14.03.2012       | 10  | Mecz na Dzikim Zachodzie       | Basket à Ok Corall             |
|                  |     |                                |                                |
| 15.03.2012       | 11  | Atak mrozu w Teksasie          | Coup de froid au Texas         |
|                  |     |                                |                                |
| 16.03.2012       | 12  | Marzenie Jaya                  | Le rêve de Jay                 |
|                  |     |                                |                                |
| 19.03.2012       | 13  | Bus znika                      | Le van a disparu!...           |
|                  |     |                                |                                |
| 20.03.2012       | 14  | Nieprzekupni                   | Les incorruptibles             |
|                  |     |                                |                                |
| 21.03.2012       | 15  | Zła panda                      | Bad panda                      |
|                  |     |                                |                                |
| 22.03.2012       | 16  | Święty Las                     | La forêt sacrée                |
|                  |     |                                |                                |
| 24.03.2012       | 17  | Leo i zły czar                 | Léo le maudit                  |
|                  |     |                                |                                |
| 26.03.2012       | 18  | Sekretna broń Geeków           | L’arme secrète des geeks       |
|                  |     |                                |                                |
| 27.03.2012       | 19  | Kapitan Stella                 | Capitaine Stella               |
|                  |     |                                |                                |
| 28.03.2012       | 20  | Powrót Kowbojów                | Le retour des cowboyz          |
|                  |     |                                |                                |
| 29.03.2012       | 21  | Głos sumienia                  | Cas de conscience              |
|                  |     |                                |                                |
| 30.03.2012       | 22  | Przeklęta piłka                | Maudit ballon                  |
|                  |     |                                |                                |
| 31.03.2012       | 23  | Lokalna sława                  | Stars locales                  |
|                  |     |                                |                                |
| 25.04.2012       | 24  | Tak, trenerze                  | Ok coach !                     |
|                  |     |                                |                                |
| 26.04.2012       | 25  | Zawsze górą                    | Toujours au top                |
| 27.04.2012       | 26  | Zawsze górą                    | Toujours au top                |
|                  |     |                                |                                |
| SERIA DRUGA      |     |                                |                                |
|                  |     |                                |                                |
| 01.09.2014       | 27  | Pandy w Nowym Jorku            | 5 Pandas a New York            |
|                  |     |                                |                                |
| 02.09.2014       | 28  | Kosmiczny mecz                 | Basket en orbite               |
|                  |     |                                |                                |
| 03.09.2014       | 29  | Dziewczyna z Bollywood         | Coup de tonnerre a Bollywood   |
|                  |     |                                |                                |
| 04.09.2014       | 30  | Kamera: akcja                  | Moteur...Action!               |
|                  |     |                                |                                |
| 05.09.2014       | 31  | Maska                          | Le masque a disparu...         |
|                  |     |                                |                                |
| 08.09.2014       | 32  | Zastępstwo                     | La remplacante                 |
|                  |     |                                |                                |
| 09.09.2014       | 33  | Tajemnice piramidy             | Le mystere de la pyramide      |
|                  |     |                                |                                |
| 10.09.2014       | 34  | Siła dziewczyn                 | Girl Power                     |
|                  |     |                                |                                |
| 11.09.2014       | 35  | Koszykówka kung fu             | Kung-fu basket                 |
|                  |     |                                |                                |
| 12.09.2014       | 36  | Burza                          | Avis de Tempête!               |
|                  |     |                                |                                |
| 15.09.2014       | 37  | Prezenty                       | Pas de cadeau pour les High 5  |
|                  |     |                                |                                |
| 16.09.2014       | 38  | Strona cienia                  | Amis ou ennemis                |
|                  |     |                                |                                |
| 17.09.2014       | 39  | Mumia                          | La Momie                       |
|                  |     |                                |                                |
| 18.09.2014       | 40  | Powrót Kosmitów                | Le retour des Kosmos           |
|                  |     |                                |                                |
| 19.09.2014       | 41  | Mecz gwiazd                    | Le match des stars             |
|                  |     |                                |                                |
| 22.09.2014       | 42  | Małpi cyrk                     | Betes de scene                 |
|                  |     |                                |                                |
| 23.09.2014       | 43  | Tony odchodzi                  | Tony demissionne!              |
|                  |     |                                |                                |
| 24.09.2014       | 44  | Zbudź się                      | Charite bien ordonnee...       |
|                  |     |                                |                                |
| 25.09.2014       | 45  | Intryga                        | Presume coupable               |
|                  |     |                                |                                |
| 26.09.2014       | 46  | Kto jest kim?                  | Qui est qui?                   |
|                  |     |                                |                                |
| 29.09.2014       | 47  | Potęga mitu                    | La prophetie                   |
|                  |     |                                |                                |
| 30.09.2014       | 48  | Rozbitkowie                    | Les naufrages                  |
|                  |     |                                |                                |
| 01.10.2014       | 49  | Cuda Dubaju                    | Les Mirages de Dubai           |
|                  |     |                                |                                |
| 02.10.2014       | 50  | Big Mo                         | Big Mo                         |
|                  |     |                                |                                |
| 03.10.2014       | 51  | Początki                       | Trou de memoire (1ere partie)  |
|                  |     |                                |                                |
| 06.10.2014       | 52  | Luki w pamięci                 | Trou de memoire (2eme partie)  |
|                  |     |                                |                                |